# دانلپ (اوهایو)
دانلپ (به انگلیسی: Dunlap) یک منطقهٔ مسکونی در ایالات متحده آمریکا است که در شهرستان همیلتون، اوهایو واقع شده‌است. دانلپ ۱۷٫۳ کیلومتر مربع مساحت و ۱٬۷۱۹ نفر جمعیت دارد و ۲۶۱٫۲۲ متر بالاتر از سطح دریا واقع شده‌است.